# Ptiloglossa olivacea
Ptiloglossa olivacea är en biart som först beskrevs av Heinrich Friese 1898.  Ptiloglossa olivacea ingår i släktet Ptiloglossa och familjen korttungebin. Inga underarter finns listade i Catalogue of Life.